# Feričanci
Feričanci su općina u Hrvatskoj. Nalazi se u Osječko-baranjskoj županiji.

## Stanovništvo
Prema popisu stanovništva 2021. godine, općina Feričanci imala je 1725 stanovnika, a samo naselje Feričanci 1332 stanovnika po istom popisu.

Po popisu stanovništva iz 2011. godine, općina Feričanci imala je 2134 stanovnika, raspoređenih u 4 naselja:
- Feričanci – 1627
- Gazije – 53
- Valenovac – 185
- Vučjak Feričanački – 270

| broj stanovnika | 1293  | 1505  | 1209  | 1726  | 1911  | 2725  | 2974  | 3289  | 3441  | 3600  | 3574  | 3297  | 2771  | 2676  | 2418  | 2134  | 1725  |
|                 | 1857. | 1869. | 1880. | 1890. | 1900. | 1910. | 1921. | 1931. | 1948. | 1953. | 1961. | 1971. | 1981. | 1991. | 2001. | 2011. | 2021. |

| broj stanovnika | 1044  | 1262  | 988   | 1381  | 1504  | 2189  | 2296  | 2319  | 2424  | 2640  | 2707  | 2557  | 2146  | 2092  | 1854  | 1626  | 1332  |
|                 | 1857. | 1869. | 1880. | 1890. | 1900. | 1910. | 1921. | 1931. | 1948. | 1953. | 1961. | 1971. | 1981. | 1991. | 2001. | 2011. | 2021. |

U 1991. povećano pripajanjem nenaseljenih dijelova područja naselja Bankovci, Općina Zdenci, Virovitičko-podravska županija i naselja Stara Jošava, grad Orahovica, Virovitičko-podravska županija. Sadrži podatke za bivše naselje Petrovac Feričanački od 1931. do 1961., a u 1869. za naselje Magadinovac, grad Orahovica.
Općina Feričanci u razdoblju nakon Prvog svjetskog rata, a i nakon turbulentnog razdoblja izgradnje akumulacije Peruće i istoimene hidrocentrale krajem 1950-ih, biva naseljena novodošlim stanovnicima sa područja Dalmatinske zagore. Naročito brojno je bilo stanovništvo iz naselja Vučipolja, Zasiok, Dabra, Donjeg i
Gornjeg Bitelića, Potravlja, Hrvaca i drugih mjesta Cetinske krajine.
Pa se tako navodi da se u Feričance u to vrijeme naselilo iz:
- Vučipolja, Zasioka i Dabra: Barišić (tri obitelji), Domjanović (šest), Liović/Lijović (osam), Marunica (četiri) i Tomić (jedna).
- Donji i Gornji Bitelić i Rumin: Buljan (13 obitelji), Jukić (12), Govorušić (sedam), Matković (šest), Majstrović (dvije), Ćurković i Dadić (po jedna)
- Bajagić: Penić (četiri), Ugljanac (dvije) i Balajić (jedna)
- Obrovac: Zeljko (tri), Bilobrk, Marendić i Žanko (po dvije), te Belajić i Runje (po jedna)
- Maljkovo: Bilandžić (devet)
- Potravlje: Lijić (pet), Knežević i Kunac (po dvije), te Bešlić, Jurić, Knezović, Kotromanović, Kudrić, Lovrić, Marinović i Tadić (po jedna)
- Satrić: Prolić i Šuljug (po dvije), te Alebić i Soldić (po jedna)
- Hrvace: Radan (tri), Bužančić i Guberac (po dvije), te Doljanin, Matas, Vuković i Zorica (po jedna)
- Karakašica: Runje (sedam), Kodžoman (šest), Balajić (dvije) i Vidurinović (jedna)
- Glavice: Božić (tri) i Maras (jedna)
- Otok: Sušić-Jurić i Sušić (po jedna)
- Grab: Kundid i Perković (po jedna)
- Vojnić: Bajić (jedna)
- Studenci: Bilić (četiri), Vuković (tri), Babić i Prka (po dvije), te Jurčević i Koštić (po jedna)
- Vinica: Jurčević (pet), te Bikić i Vlajčić (po jedan)

## Povijest
Nakon što su ovi krajevi oslobođeni od turske vlasti, u feričanačkom se kraju razvilo vinogradarstvo. Najveću zaslugu za to imaju cisterciti te našički fratri. Doseljeno je stanovništvo prihvatilo je novu poljodjelsku proizvodnju i preradu, vinogradarstvo i vinarstvo. Polovicom 19. st., Feričanci su dobili veliki vinski podrum (1850. godine). Danas su Feričanci proizvođači poznatih vrhunskih vina rajnskog rizlinga, graševine, pinota bijelog te feričanačke frankovke.

## Poznate osobe
- Stjepan Novotny, župnik u Feričancima
- Antun Mihalović, posljednji ban Kraljevine Hrvatske, Slavonije i Dalmacije u Austro-Ugarskoj
- Stipe Jukić, hrv. kulturni djelatnik, važni djelatnik Matice hrvatske
- Isidor Kršnjavi (Našice, 22. travnja 1845. – Zagreb, 3. veljače 1927.), hrvatski slikar, povjesničar umjetnosti, književnik i političar.

## Spomenici i znamenitosti
Davne godine 1777. u Feričancima je osnovana Župa. U početku dok se nije sagradila Crkva Svetog Duha, u današnjem župnom dvorištu se nalazila Kapelica Sv. Bartola, a oko nje seosko groblje. Uskoro su novi vlasnici postali Mihalovići, kad je Dimitrije Mihalović kupio posjed Orahovicu-Feričance od Pejačevića. Njegov unuk Ivan Karlo Mihalović 1793. je godine dao podići kasnobarokno-klasicistički dvorac. Godine 1800. Feričance je posjetio biskup Maksimilijan Vrhovac, a 1801. godine započela je gradnja crkve Sv. Duha. Njezin patron bio je rečeni Ivan Karlo plemeniti Mihalović. 1803. godine crkva Sv. Duha je završena. Crkva ima površinu od 400 metara kvadratnih, 10 m je visoka, a sagrađena je u baroknoromanskom stilu. 1817. godine crkva stradava u potresu (popucali su lukovi i svodovi), a župnik Pavao Ruska zabilježio je točan broj podrhtavanja tla: 41 manjih i slabijih, potom 2. i 5. srpnja jače, a najjači je bio 5. kolovoza. Crkva je temeljito obnovljena godine 1907. godine. Osim novog tornja obnovljeni su i slikarski radovi koje je 20 mjeseci izvodio slikar iz Zagreba Rikard Rojnik. Sva tri oltara je napravio Austrijanac Prinoth. Crkva posjeduje rokoko monstrancu i rokoko kalež iz 1742., urešen sličicama u emajlu. Ispred crkve je rustični kip Sv. Florijana (1869).
Rimokatolička crkva Svetog Duha je danas jedan od vrijednih spomenika kulture Feričanaca, a inače je i sjedište istoimene katoličke župe koja pripada našičkom dekanatu Požeške biskupije. Crkveni god (proštenje) ili kirvaj slavi se na blagdan Duhova, a ujedno se tada i slavi Dan općine Feričanci.

## Obrazovanje
Godine 1787. otvorena je škola u Feričancima. Bila je to stara seoska kuća koja se nije puno razlikovala od ostalih. 1840. godine Feričanci dobivaju novu školu čijoj izgradnji su veliki doprinos dali sami mještani. Godine 1905. Feričanci ponovno dobivaju novu školsku zgradu u Pejačevićevoj ulici 2., koja postoji i danas i služi kao dječji vrtić. 
Već preko više od 200 godina Feričanci su mjesto koje ima tradiciju obrazovanja.

## Kultura
Kulturno djelovanje u Feričancima ima dugu i bogatu tradiciju i seže u daleku prošlost pa ćemo se time malo podičiti. Naime, organizirano djelovanje nekih naših današnjih sekcija seže u daleku 1925. godinu kada se plesalo i pjevalo, glumilo i recitiralo u čast 1000- te obljetnice hrvatskoga kraljevstva. 1936. godine djeluje Tamburaški zbor Križara u Feričancima, a o njihovim iznimnim uspjesima pisale su i tadašnje poznate novine « Hrvatski list » i « Hrvatska tamburica ». Mi smo, dakle, oduvijek bili veseli i rasplesani.    Kolo se znalo povesti u svakoj prilici, a ponekad i bez glazbe, samo uz pjesmu. I dok su tamburaši vrlo rano započeli organizirano djelovati,  folklor počinje stalno djelovati 1957. godine pa se tako stvaraju uvjeti za svestraniji rad i formiranje Društva. Tih pedesetih godina Društvo djeluje kao Kulturno- prosvjetno društvo « Matija Gubec », sedamdesetih kao KUD « Vladimir Nazor «, a od 5. rujna 1996.godine u spomen na našeg dugogodišnjeg aktivnog člana Manuela Grgurića, koji je kao hrvatski dragovoljac poginuo u Vukovaru, Društvo djeluje pod imenom :
- HKD Manuel, Feričanci

## Šport
U Feričancima djeluje nekoliko športskih društava. Nogometni klub NK FEŠK Feričanci osnovan je 1927. godine. Šahovski klub osnovan je 1966. godine.
Jedno vrijeme u Feričancima je djelovao i rukometni klub koji se raspao, bilo je pokušaja obnavljanja, ali bezuspješnih.
Osim nogometnog i šahovskog kluba postoji još i Tae Kwon do klub Tigar Feričanci i boćarski klub "FEŠK-Feravino".
Društvo sportsko rekreativnog vježbanja "Viking" Feričanci osnovano 2013. za promicanje vježbanja i zdravog načina življenja i sporta.
Športska zajednica Općine Feričanci osnovana 2008.

## Ostalo
- Dobrovoljno vatrogasno društvo Feričanci osnovano 1891.
- Agape pomoć Feričanci
- Udruga vinogradara i voćara Feričanci
- Poduzetnička lokalna udruga za savjetovanje Feričanci
- Udruga učenika, mladih i učenika s teškoćama "Prijateljstvo" Feričanci
- Hrvatsko planinarsko društvo "Sokol" Feričanci
- Udruga Feričanci – Dalmatinska zagora

## Vanjske poveznice
- http://www.opcina-fericanci.hr/  Arhivirana inačica izvorne stranice od 8. prosinca 2012. (Wayback Machine)
- http://www.zupa-fericanci.com/  Arhivirana inačica izvorne stranice od 22. veljače 2014. (Wayback Machine)